# Jaskinia Szkieletowa
Jaskinia Szkieletowa – jaskinia na Pogórzu Rożnowskim. Wejście do niej znajduje się w Skałkach Rożnowskich, w ścianie kamieniołomu, blisko Rożnowa, w pobliżu Jaskini Tunelowej, na wysokości 300 m n.p.m. Długość jaskini wynosi 110 metrów, a jej deniwelacja 19 metrów.

## Opis jaskini
Jaskinię stanowi jedna wąska szczelina. Z otworu wejściowego (pionowa, wąska szczelina) idzie stromo w dół korytarzyk, który przez zacisk i studzienkę doprowadza do niewielkiej ale wysokiej sali z blokami skalnymi. Stąd korytarz idzie stromo do góry i dochodzi do 4,5-metrowej studzienki. Na jej dnie znajduje się niewielka sala, za którą są dwie kolejne sale. Ostatnia z nich nosi nazwę Sala ze Stalaktytami. Dalej korytarz prowadzi przez studzienki i zaciski do salki, gdzie znajduje się najniższy punkt jaskini. 

## Przyroda
Jaskinia jest typu szczelinowego. W Sali ze Stalaktytami znajdują się trzy niewielkie stalaktyty. Ściany są suche, brak jest na nich roślinności.
W jaskini zimują nietoperze. Są to podkowce małe i podkowce duże. Bywają w niej lisy. W pobliżu otworu wejściowego znaleziono szkielety węży i gryzoni, stąd nazwa jaskini.

## Historia odkryć
Jaskinia została odkryta w 1987 roku przez członków Sądeckiego Klubu Taternictwa Jaskiniowego. Pierwszy jej opis i plan sporządzili A. Antkiewicz-Hancbach, P. Rams i E. Wańczyk  w 1987 roku.